# Miriam Were
Miriam Khamadi Were, née Miriam Khamadi le 12 avril 1940, est une militante kényane et une professionnelle  dans le domaine de la santé publique, active dans plusieurs institutions nationales et internationales. C'est aussi une universitaire, et une romancère.

## Biographie
Née en 1940, Miriam Khamadi effectue des études au Kenya, notamment à la Butere Girls High School (en) à Butere (en), une école notoire du pays tenue par des missionnaires, puis elle a l’opportunité d’étudier au William Penn College, à Oskaloosa, dans l'Iowa, à la suite de l’obtention d’une bourse. Elle entretient un lien avec la communauté quaker. De formation scientifique, devenue titulaire d'un diplôme en sciences naturelles et d'un diplôme d'enseignement supérieur en pédagogie en 1966, elle enseigne la chimie et la biologie dans des établissements de l’éducation secondaire du Kenya, avant de se lancer dans des études de médecine, le pays étant alors confronté à une pénurie de médecins qui pénalise la population africaine. Elle obtient un diplôme de médecine à l'université de Nairobi en 1973
Elle devient enseignante et chef du département de médecine communautaire au sein de l'école de médecine de Nairobi. Les projets qu’elle anime lui valent le prix Maurice Pate de l'UNICEF en 1978, ce qui lui permet de tisser des liens avec cette institution internationale.
Des études complémentaires à l'université Johns-Hopkins, de 1976 à 1981, lui permettent d'obtenir en 1981 un doctorat en santé publique, planification et gestion de la santé.
À son retour en Afrique à la suite de cette formation, elle devient chef de la santé et de la nutrition à l'UNICEF, en Éthiopie, de 1985 à 1990. Ce recrutement  par l’UNICEF se justifie notamment par la famine de 1984-1985 en Ethiopie, mais elle va s’employer aux différents besoins des mères et des enfants, et à généraliser la vaccination de ces enfants. Puis elle est représentante et chef de mission de l'Organisation mondiale de la santé (OMS), de décembre 1990 à mai 1993, toujours en Éthiopie. Elle devient ensuite  directrice de l'équipe d'appui du Fonds des Nations unies pour la population (UNFPA/CST) pour les pays de l’ Afrique de l’Est, centrale et occidentale britannique, basée à Addis-Abeba, en Éthiopie,.
Elle crée en 1995 une fondation caritative, Uzima, dont elle est présidente jusqu’en 2001 puis membre du conseil d’administration. En 2003, elle devient présidente du Conseil d'administration international de la Fondation africaine pour la médecine et la recherche (AMREF), une ONG basée à Nairobi, une des plus importantes ONG de santé fondée et basée en Afrique, qui se donne pour mission d'améliorer la santé des personnes défavorisées, notamment les femmes et les enfants dans les villages d’Afrique, d'améliorer la qualité de leur vie et d’échapper à la pauvreté. Elle participe notamment à la lutte contre le Sida, puis au début des années 2020 à la lutte contre le Covid-19.
Elle a été également Chancelière de l'Université Moi, à Eldoret, dans les années 2010.
En 2021, elle participe au groupe de recherche sur la santé mondiale CLEAN-Air(Africa) du National Institute for Health Research (NIHR).
Elle a également publié, outre des ouvrages concernant la santé publique et la santé communautaire, quelques romans, une biographie et des poèmes.

## Publications (sélection)
- 1980 : Organization and management of community-based health care
- 1985 : Extended Family Involvement of Urban Professional Women, (avec Harriette MacAdoo), dans Women in Africa and the African Diaspora, Rosalyn Terborg-Penn et Andrea Benton Rushing, eds. Washington, D.C.". Howard University Press.  (ISBN 0-88258-194-5)
- 2002 : Kakamega, Kenya : A Promising Start Derailed, dans Just and Lasting Change : When Communities Own Their Futures, Daniel Taylor-Ide et Carl E. Taylor, eds. Baltimore : Johns Hopkins Press.  (ISBN 0-8018-6825-4)

## Œuvres littéraires
- 1969 : The Boy in Between (roman), Oxford University Press, Nairobi.
- 1972 : The High School Gent (roman), Oxford University Press, Nairobi.
- 1972 : The Eighth Wife, East African Publishing House, Nairobi.
- 1979 : A Nurse with a Song. The Life of Margaret O. Wanyonyi (biographie), Nairobi.
- 1980 : Your Heart is My Alter (roman), East African Publishing House, Nairobi.

Elle a également publié quelques poèmes dans plusieurs revues de poésie comme Zuka, ou Beloit Poetry Journal (en tant que Miriam Khamadi).

## Distinctions (sélection)
- 2005 : Membre de l'Ordre du Burning Spear - Kenya[4]
- 2007 : Médaille d'or de la reine Elizabeth II pour ses contributions exceptionnelles à la santé publique internationale et pour avoir répondu aux besoins de santé des personnes défavorisées - Royaume-Uni[4].
- 2008 : Légion d'honneur, Chevalier, 2008 - France, remise par l'ambassadrice de France, Elisabeth Barbier[7].
- 2008 : Elle est un des premiers titulaires du prix Hideyo Noguchi pour l'Afrique décerné par le gouvernement japonais[4]. Le gouvernement japonais a créé le Prix Hideyo Noguchi pour l'Afrique en juillet 2006 en tant que nouveau prix international pour la recherche et les services médicaux. La remise aux premiers bénéficiaires s’est faite en 2008. Il est prévu que ce prix soit attribué tous les cinq ans[8],[5]
- 2018 : Prix du leadership de l’ONUSIDA en 2018[1]
- 2020 : Ordre du Soleil levant - Japon[1],[9]

Elle a été également nommée pour le prix Nobel de la paix 2022,.